# کوه بنتال (اسرائیل)
کوه بنتال / تل الغرام (به لاتین: Mount Bental/Tal Al-Gharam) یک آتشفشان و کوه در اسرائیل است که در بلندی‌های جولان واقع شده‌است. کوه بنتال / تل الغرام ۱٬۱۷۱ متر بالاتر از سطح دریا واقع شده‌است.